# Félicien Bonnemain
Pour les articles homonymes, voir Bonnemain (homonymie).
Félicien (Irénée, Edmond) Bonnemain, né le 20 octobre 1920 à Besançon et mort exécuté le 7 septembre 1944 à Calmoutier, est un ouvrier agricole et résistant français. 
Ouvrier agricole ayant rejoint les FFI, il est sommairement exécuté alors qu’il récupère des munitions sur la route de Noroy-le-Bourg. Reconnu mort pour la France et déporté-interné résistant, il reçoit la médaille de la Résistance (décret du 2 septembre 1959,) et est inscrit à Notre-Dame de la Libération, aux monuments aux morts 1939-1945 de Besançon et de Lure, ainsi qu'au Mémorial de la Résistance de Vesoul,.